# Thyene gangoides
Thyene gangoides is een spinnensoort in de taxonomische indeling van de springspinnen (Salticidae).
Het dier behoort tot het geslacht Thyene. De wetenschappelijke naam van de soort werd voor het eerst geldig gepubliceerd in 2010 door Prószyński en Deeleman-Reinhold.